# Циганов Євген Едуардович
Євге́н Едуа́рдович Цигано́в (нар.15 березня 1979, Москва) — російський актор театру і кіно, режисер. Лауреат ряду російських кінопремій.

## Біографія
Євген Циганов народився 15 березня 1979 року в Москві в сім'ї працівників московського НДІ «Титан» Едуарда и Любові Циганових.
Закінчив музичну школу по класу фортепіано. 4 роки працював в Театрі на Таганці — грав різні дитячі ролі.
З 1993 по 1997 рік грав в рок-групі «А.S.», потім Євген Циганов із друзями створили нову групу «Грінки», яка активно виступала у клубах, випустила один альбом і розпалася у 2004.
В 1996 гоці поступив до театрального Училища імені Щукіна.
У 1997 році поступив на режисерський факультет ВГІКу, який закінчив у 2001 році і був прийнятий до трупи Московського театру «Майстерня Петра Фоменка».
В 2014 році Євген Циганов вперше виступив як театральний режисер із спектаклем «Олімпія» за п'єсою Ольги Мухіної. Також він зіграв одну з ролей і виступив як музикант.

### Особисте життя
- Від фактичного шлюбу з актрисою Іриною Леоновою:
  - донька Поліна Циганова (народ. 2005),
  - син Микита Циганов (народ. 2006),
  - син Андрій Циганов (народ. 2009),
  - донька Софія Циганова (народ. 2010),
  - син Олександр Циганов (народ. 2011),
  - син Георгій Циганов (народ. 2014),
  - донька Віра Циганова (народ. 2015).
- Від фактичного шлюбу з актрисою Юлією Снігірь:
  - син Федір Циганов (народ. 2016)

## Громадська позиція
У 2018 взяв участь у проекті «Нової газети» на підтримку ув'язненого у Росії українського режисера Олега Сенцова

## Фільмографія

### Актор
1. 2001 — Колекціонер — Ілля
2. 2002 — Займемося любов'ю — Постников
3. 2003 — Прогулянка — Пєтя
4. 2004 — Діти Арбата — Саша Панкратов
5. 2005 — Фарт — Пётр
6. 2005 — Космос як передчуття — Герман
7. 2006 — Мисливець — Володимир
8. 2006 — Пітер FM — Максим
9. 2006 — Митищинський маніяк
10. 2007 — Три крапки — Юрочка
11. 2007 — Гілка бузку — Сергій Рахманінов
12. 2007 — Русалка — Саша
13. 2007 — Червона перлина кохання — Григорій
14. 2008 — Плюс один — ростовая кукла (камео)
15. 2009 — Гарячі новини — Герман
16. 2009 — Іван Грозний — кат (эпизод)
17. 2009 — Ніч бійця — Хруст
18. 2009 — Подія
19. 2009 — 9 травня. Особисте ставлення — новела «Нагорода»
20. 2010 — Щасливий кінець — сосед Игорь
21. 2010 — Брестська фортеця — лейтенант Почерников
22. 2010 — Неадекватні люди — психолог Козлов
23. 2011 — Огни притона — Валера
24. 2011 — І не було краще брата
25. 2011 — Забытый — Сергей Гастев
26. 2011 — Зоряний ворс — понтовий кур'єр
27. 2012 — Ентропія — Овоч
28. 2012 — Це не я — Пётр
29. 2012 — Легенда про любов
30. 2013 — Відлига — Віктор Хрустальов
31. 2013 — Ікона сезону — Володя
32. 2013 — Діалоги — новела «Пістолет»
33. 2013 — Червоні гори — Сергій Рогов / Аркадій Енгельгардт (кадет)
34. 2014 — Купрін (новелла «Впотьмах») — Степан Спиридонович Ознобишин, поміщик
35. 2014 — З чого починається Батьківщина — Микола Громов, капітан, Друге головне управління КДБ СРСР
36. 2015 — The тьолки
37. 2015 — Незламна — Леонід Киценко, капітан
38. 2015 — Територія — Андрій Гурін
39. 2015 — Фарца — Ян Рокотов
40. 2015 — Про любов — Борис
41. 2015 — Райські кущі — Зілов
42. 2015 — Стурбовані, або Любов зла — Костя
43. 2015 — Країна ОЗ — водій під бутиратом
44. 2019 — «Одеса» — Борис

### Режисер
- 2010 — 9 травня. Особисте ставлення — новела «Случайный вальс»